# Огненная белка
Огненная белка (лат. Sciurus flammifer, «белка пламенная») — вид грызунов рода белки. 

## Описание
Средние значения для 10 образцов: голова и тела длиной 274 мм, хвост длиной 310 мм, задняя стопа длиной 66,5 мм. У типичного образца голова и уши были красными, и верх был сизо-желтый и чёрный, тёмный на крупе. Подбородок от желтого до оранжевого цвета, брюхо белое. Базальная треть хвоста черная, остальные 2/3 оранжевые.

## Распространение
Огненная белка является эндемиком Венесуэлы. Живёт к югу от Ориноко от границы с Колумбией примерно до Сьюдад-Боливара в одноименном штате
.